# 何者 (朝井辽小说)
《何者》（日语：何者）為日本作家朝井遼創作的小説。2012年11月30日由新潮社出版。朝井遼以此作獲得第148屆直木三十五獎。2016年10月15日改編為同名電影。

## 故事概要
這是御山大學五位畢業在即的大四生拓人、光太郎、瑞月、理香與隆良的故事。瑞月與打算共同去留學的朋友理香及拓人是同一間公寓的室友，理香則是與隆良同居中，五位同為22歲的大學生會定期到設於理香家中的「就職對策本部」聚會，討論就職活動時的相關對策。五人各自有夢想及煩惱，會在電子留言板SNS上說出心中想說的話，對於學生生涯他們有眾多回憶，然而對接下來的就職活動及畢業後的出路，五人皆感到不安及茫然。「到底是要去留學，還是要直接就職呢？」「朋友都已經獲得內定了，只有我還沒個底」，所有想法及思緒在SNS上複雜交錯，五人之間的關係也開始發生了變化…

## 登場人物
二宮拓人
主角。社會學院學生。於學生劇團擔任編劇，正在準備即將到來的就職活動。具有敏銳的觀察能力。
神谷光太郎
二宮的朋友，住在合租公寓的大學生。社會學院學生。學生時代活躍於樂團的表演。個性開朗，交際能力極佳。
田名部瑞月
二宮的單戀對象，小早川的朋友。社會學院學生。曾於美國的企業擔任實習生。五人中扮演於傾聽他人想法的角色。
小早川理香
住在二宮與神谷樓上房間的大學生。外語學院國際教育學系學生。於留學生交流活動時認識田名部。跟宮本交往並同居中。曾於美國留學。個性認真，一旦決定某件事，就會付出全心全意做準備，就職活動亦然。
宮本隆良
住在二宮與神谷樓上房間的大學生。小早川的男友。與小早川交往三週就開始同居。對於就職活動提出許多意見。
銀次
曾與二宮參與學生劇團的前大學生。大學休學後自行成立小劇團。
澤學長
與二宮交情深厚的學長。理工學院二年級研究生，就讀系所不明。

## 電影
同名改編電影由佐藤健主演，2016年10月15日於日本上映。導演及編劇由三浦大輔擔任。台灣上映時間為 2017年1月6日。香港於2017年3月2日上映。

### 登場人物
- 二宮拓人：佐藤健（粵語配音：杜景煜）
- 田名部瑞月：有村架純（粵語配音：陳雪瑩）
- 小早川理香：二階堂富美（粵語配音：石梓晴）
- 神谷光太郎：菅田將暉（粵語配音：袁德基）
- 宮本隆良：岡田將生
- 澤學長：山田孝之（粵語配音：陳健豪）
- 樂團「OVER MUSIC」的團員：太平、Ochi the Funk（白鴉樂團）[4]

### 製作團隊
- 原作：朝井遼「何者」（新潮文庫）
- 導演、編劇：三浦大輔
- 音樂：中田康貴
- 主題歌：中田康貴「NANIMONO（feat. 米津玄師）」（日本華納音樂）
- 劇中歌：勿忘我樂團「俺よ届け」（告訴我）、「まだ知らない世界」（未知的世界）／LAMP IN TERREN「pellucid」
- 製作：市川南
- 共同製作：畠中達郎、中村理一郎、弓矢政法、市村友一、高橋誠、吉川英作、坂本健、荒波修
- 執行製作：山内章弘
- 企劃、製作：川村元氣
- 製作人：石黑裕亮
- 製片主任：田口生己
- 製作統籌：佐藤毅
- 攝影：相馬大輔
- 成音：加藤大和
- 燈光：佐藤浩太
- 美術：小島伸介
- 裝飾：石上淳一
- 場記：田口良子
- 編審：穗垣順之助
- 造型師：伊賀大介
- 髮型：梅原智子
- 特效監製：小坂一順
- 音響效果：小島彩
- 吉他指導：清水恭平（白鴉樂團）
- 角色設定：大洲佐和子
- 副導演：茂木克仁
- 責任製作：萩原滿
- 企劃協助：新潮社
- 發行：東寶
- 製作公司： 東寶
- 製作：電影「何者」製作委員會（東寶、Amuse、電通、東日本市場行銷公司、朝日新聞社、KDDI、日本出版販賣、羅森HMV企業、GYAO!）

## 得獎紀錄
- 第29屆日刊體育電影大獎 新人獎（有村架純，另以電影《夏美的螢火蟲》獲得此獎項）[5]

## 外部連結
- 新潮社《何者》特設網站 （页面存档备份，存于）
- 東寶《何者》官方網站 （页面存档备份，存于）